# LIAT
Islas de Sotavento Transporte Aéreo (en inglés Leeward Islands Air Transport), conocida como LIAT, es una aerolínea de bandera con sede en el Aeropuerto Internacional V. C. Bird en Saint John, capital de Antigua y Barbuda. Opera servicios regulares a 21 destinos entre la mayoría de islas del Caribe. Adicionalmente cuenta con dos aeropuertos auxiliares como bases secundarias en el Aeropuerto Internacional de Piarco de Trinidad y Tobago y el Aeropuerto Internacional Grantley Adams en Barbados.

## Flota histórica
La flota de LIAT se compuso de las siguientes aeronaves:
| Aeronaves                            | Total | Introducido | Retirado | Matrículas |
| ------------------------------------ | ----- | ----------- | -------- | --- |
| ATR 42                               | 5     | 2013        | 2024     | V2-LID, V2-LIF, V2-LIG, V2-LIK y V2-LIM |
| ATR 72                               | 5     | 2013        | 2021     | V2-LIA, V2-LIB, V2-LIC, V2-LIH y V2-LIN |
| BAC 1-11                             | 4     | 1971        | 1974     | VP-LAK, VP-LAN, VP-LAP y VP-LAR |
| De Havilland Canadá DHC-6 Twin Otter | 10    | 1967        | 1999     | VP-LIR, VP-LIS, VP-LIT, V2-LDD, V2-LCK, V2-LCJ, V2-LCN, V2-LCO, V2-LDG y V2-LDH |
| De Havilland Canadá Dash 8           | 31    | 1985        | 2016     | V2-LCV, V2-LCW, V2-LCX, V2-LCY, V2-LCZ, V2-LDP, V2-LDQ, V2-LDU, V2-LDZ, V2-LEE, V2-LEF, V2-LES, V2-LET, V2-LEU, V2-LFF, V2-LFM, V2-LFR, V2-LFU, V2-LFV, V2-LFW, V2-LFX, V2-LGA, V2-LGB, V2-LGC, V2-LGD, V2-LGG, V2-LGH, V2-LGI, V2-LGK, V2-LGL, V2-LGM y V2-LGN       |
| De Havilland DH.114 Heron            | 2     | 1956        | 1965     | VP-BAO y VP-LIB |
| Embraer EMB 110 Bandeirante          | 1     | 1981        | 1986     | V2-LCH |
| Hawker Siddeley HS748                | 20    | 1965        | 1997     | VP-LIO, VP-LII, VP-LAX, VP-LIK (re-reg. V2-LIK), VP-LIP (re-reg. V2-LIP), VP-LIW, VP-LIN, VP-LIV (re-reg. V2-LIV), VP-LIU, VP-LAJ, VP-LAA (re-reg. V2-LAA), VP-LCG (re-reg. V2-LCG), VP-LAZ (re-reg. V2-LAZ), V2-LDB, V2-LDA, V2-LDK, V2-LCQ, V2-LCR, V2-LCS y V2-LCT |

## Destinos históricos
LIAT viajaba a once destinos del Caribe en abril de 2023:
| Países                               | Destinos       | Aeropuertos                                   |
| ------------------------------------ | -------------- | --------------------------------------------- |
| Antigua y Barbuda                    | Saint John     | Aeropuerto Internacional V. C. Bird           |
| Barbados                             | Bridgetown     | Aeropuerto Internacional Grantley Adams       |
| Dominica                             | Marigot        | Aeropuerto Douglas–Charles                    |
| Granada                              | Saint George   | Aeropuerto Internacional Maurice Bishop       |
| Guadalupe                            | Pointe-à-Pitre | Aeropuerto Internacional Pointe-à-Pitre       |
| Islas Vírgenes Británicas            | Road Town      | Aeropuerto Internacional Terrance B. Lettsome |
| Islas Vírgenes de los Estados Unidos | Saint Thomas   | Aeropuerto Internacional Cyril E. King        |
| San Cristóbal y Nieves               | Basseterre     | Aeropuerto Internacional Robert L. Bradshaw   |
| San Martín                           | Philipsburg    | Aeropuerto Internacional Princesa Juliana     |
| Santa Lucía                          | Castries       | Aeropuerto George F. L. Charles               |
| San Vicente y las Granadinas         | Kingstown      | Aeropuerto Internacional de Argyle            |